# Offenhausen (Ausztria)
Offenhausen osztrák mezőváros Felső-Ausztria Welsvidéki járásában. 2021 januárjában 1719 lakosa volt. 

## Elhelyezkedése

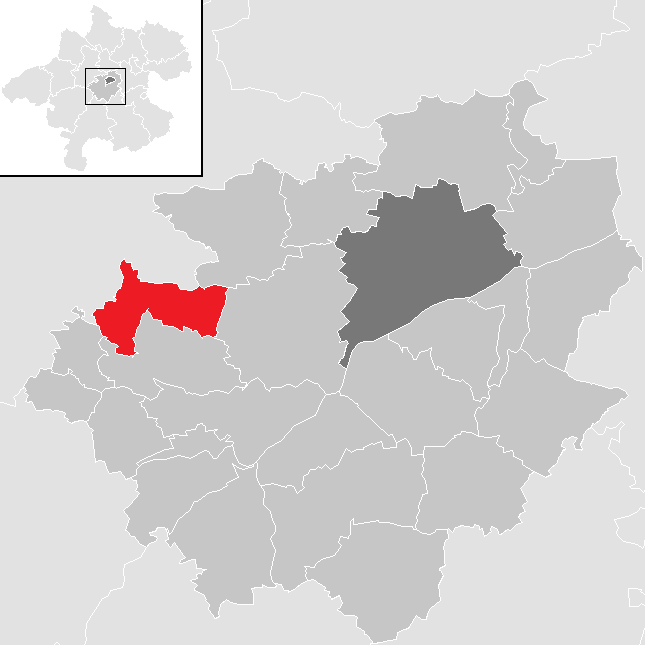
Offenhausen a Welsvidéki járásban

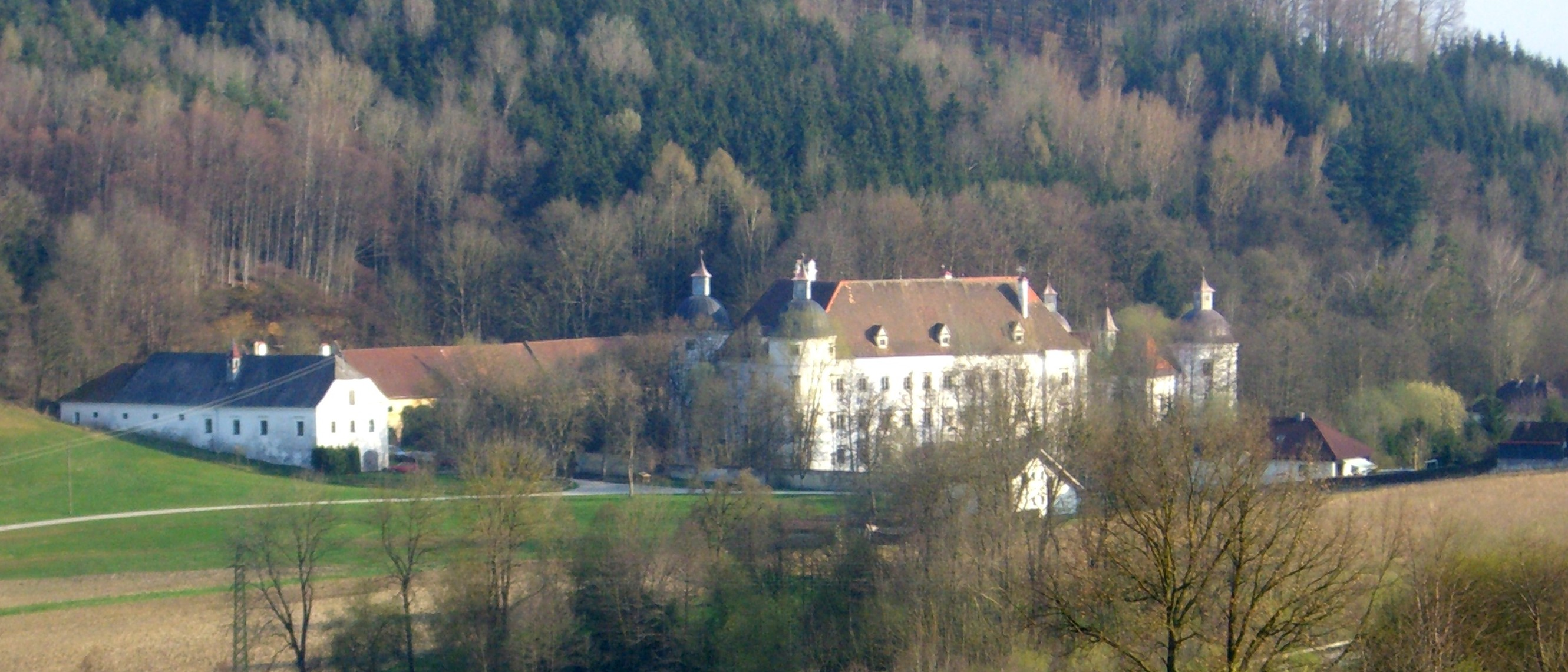
A würtingi kastély

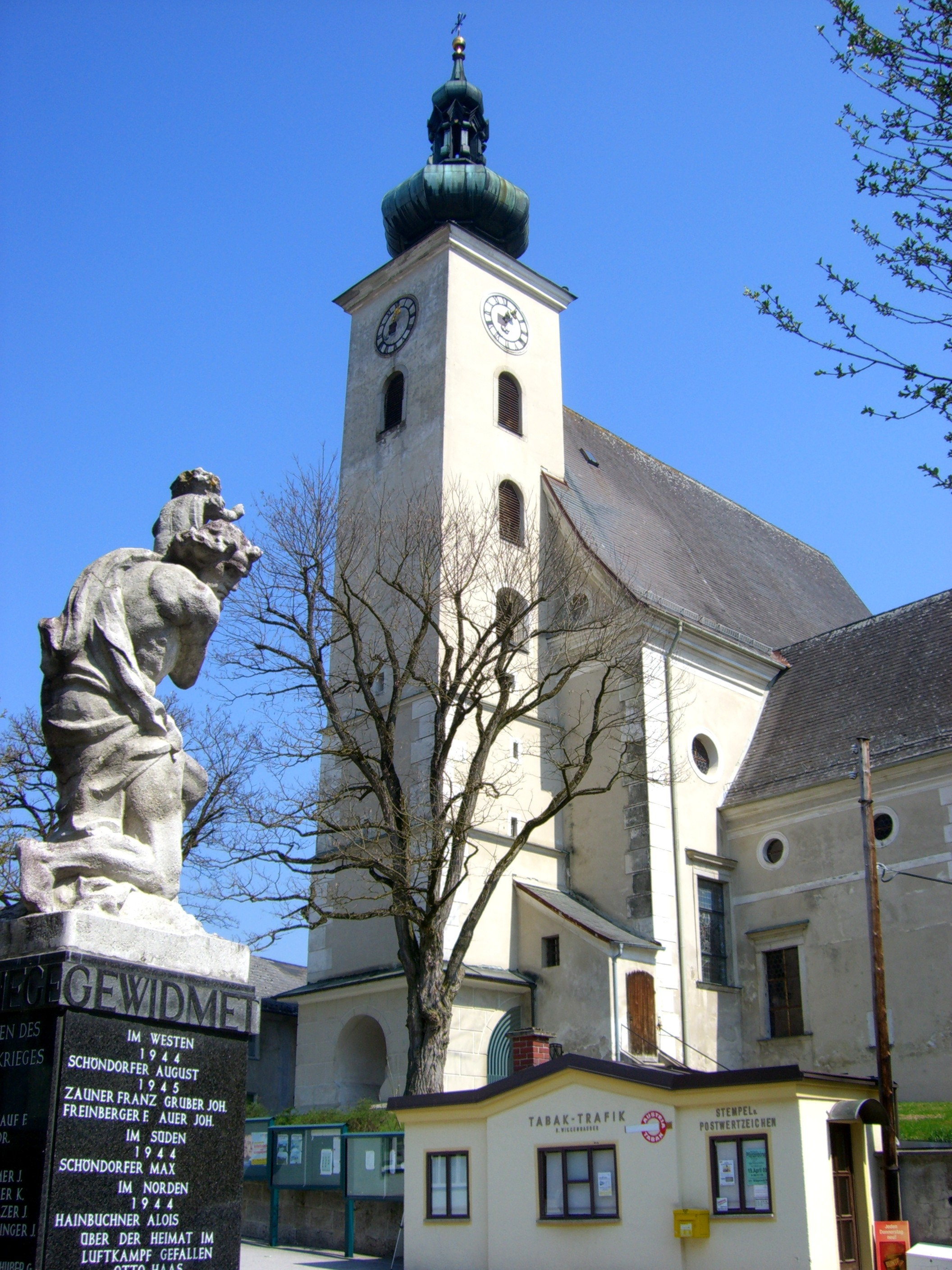
A Szt. István-plébániatemplom

Offenhausen a tartomány Hausruckviertel régiójában fekszik a Hausruckvierteli-dombságon, a Grünbach folyó mentén. Területének 18,1%-a erdő, 72,9% áll mezőgazdasági művelés alatt. Az önkormányzat 32 települést és településrészt egyesít: Aigen (11 lakos 2020-ban), Amesberg (1), Balding (26), Eglsee (8), Großkrottendorf (139), Grub (19), Haindorf (26), Hölking (9), Humplberg (11), Kapsam (10), Kleinkrottendorf (11), Kohlböckhof (12), Kronberg (6), Kurzenkirchen (9), Linet (20), Maierhof (9), Moos (63), Obereggen (8), Offenhausen (1067), Osterberg (17), Paschlberg (9), Pfaffendorf (43), Sittenthal (9), Stockerberg (2), Stritzing (3), Untereggen (22), Voglsang (17), Vornholz (6), Weinberg (48), Wies (3), Wieshäusl (35) és Würting (32). 
A környező önkormányzatok: északkeletre Pichl bei Wels, keletre Gunskirchen, délre Pennewang, délnyugatra Bachmanning, északnyugatra Meggenhofen, északra Kematen am Innbach.

## Története
Würting várát 814-ben, míg Offenhausent 1140-ben említik először (utóbbit egy oklevél tanúi között felsorolt Liupertus von Offenhausen nevében). A falu sokáig Pichl egyházközségéhez tartozott, 1359-ben azonban önállóvá vált. 1534-ben az akkori várúr, III. Jörg von Perkheim kérésére I. Ferdinánd király mezővárosi jogokat adott a würtingi uradalomhoz tartozó Offenhausennek. Jörg von Perkheim 1559-es végakaratában iskolát alapított a településen, 215 évvel azelőtt, hogy a kötelező népoktatást bevezették volna. A harmincéves háború során 1620-ban a Katolikus Liga Bajorország felől érkező hadserege az egész Hausruckviertelt feldúlta, közte Offenhausent is. In 1751–1754 között a mezőváros protestáns lakóit erőszakkal Erdélybe költöztették át. A 18. század végén és a 19. század elején Offenhausen asztalosairól vált ismertté; különösen keresettek voltak Georg Praitwieser művészien díszített, az ún. felső-ausztriai parasztbútor stílust követő bútorai.
Miután a Német Birodalom 1938-ban annektálta Ausztriát, a mezővárost az Oberdonau reischgauba sorolták be. A második világháború után visszakerült Felső-Ausztriához. 1963-ban itt alapították a Dichterstein Offenhausen szélsőjobboldali szervezetet, amelynek gyűléseire egész Európából jártak a radikális jobboldaliak és neonácik. A szervezetet 1999-ben feloszlatták. 

## Lakosság
Az offenhauseni önkormányzat területén 2021 januárjában 1719 fő élt. A lakosságszám 1981 óta gyarapodó tendenciát mutat. 2018-ban az ittlakók 90,7%-a volt osztrák állampolgár; a külföldiek közül 2,1% a régi (2004 előtti), 5% az új EU-tagállamokból érkezett. 2% a volt Jugoszlávia (Szlovénia és Horvátország nélkül) vagy Törökország, 0,2% egyéb országok polgára volt. 2001-ben a lakosok 89,5%-a római katolikusnak, 2% evangélikusnak, 3,6% mohamedánnak, 4,3% pedig felekezeten kívülinek vallotta magát. Ugyanekkor a legnagyobb nemzetiségi csoportokat a németeken (92,7%) kívül a horvátok (3,6%) és a törökök (1,7%) alkották. 
A népesség változása:

| 2016 | 1 615 |
| 2018 | 1 638 |

## Látnivalók
- a würtingi kastély
- a Szt. István-plébániatemplom
- a Szt. Vitus-templom
- A Ferenc József trónra lépésének 60. évfordulóján, 1908-ban ültetett tölgy

## Híres offenhauseniek
- Ivona Dadic (1993-) világbajnoki ezüstérmes öttusázó

## Testvértelepülések
- Offenhausen (Németország)

## Fordítás
- Ez a szócikk részben vagy egészben  az   Offenhausen (Oberösterreich) című német Wikipédia-szócikk ezen változatának fordításán alapul.  Az eredeti cikk szerkesztőit annak laptörténete sorolja fel. Ez a jelzés csupán a megfogalmazás eredetét és a szerzői jogokat jelzi, nem szolgál a cikkben szereplő információk forrásmegjelöléseként.